# Casa de María Belso Reich
La casa de María Belso Reich es un edificio modernista del Ensanche Modernista de la ciudad española de Melilla. Está ubicado en la calle de O'Donnell y forma parte del Conjunto Histórico Artístico de la Ciudad de Melilla, un Bien de Interés Cultural.

## Historia
Fue construido en 1915, con Enrique Nieto como director de la obra y según diseño de un arquitecto oraní (Argelia francesa).

## Descripción
Consta de planta baja y dos plantas, más los cuartillos de la azotea. Está construido con paredes de mampostería de piedra local y ladrillo macizo, con vigas de hierro y bovedillas de ladrillo macizo y en el destaca su fachada principal, con unos bajos, de vanos de arcos rebajados, con la puerta en el central, de madera, sobre la que se sitúa el mirador central de dos plantas, flanqueado por balconadas en la planta principal y balcones independientes en la primera, todos con molduras en las ventanas y aleros que coronan el inmueble.